# كيرميت بلونت
كيرميت بلونت (بالإنجليزية: Kermit Blount)‏ هو لاعب كرة قدم أمريكية أمريكي، ولد في 16 مايو 1958 في ريتشموند في الولايات المتحدة.